# 星球大战：亡命之徒
《星際大戰：亡命之徒》是一款由Massive Entertainment開發並由育碧發行在Windows、PlayStation 5和Xbox Series X/S平台上的动作冒险游戏，於2024年8月30日發行。故事以星球大戰宇宙為舞台，其時間線介乎正傳電影《帝國大反擊》（1980）至《絕地大反攻》（1983）的劇情之間，講述初出矛頭的女惡棍凱伊·維斯為了收買一犯罪集團而組團實施大規模搶劫。遊戲採用第三人稱視角，並允許玩家在開放世界中自由探索、從事各種活動。作中主角凱伊·維斯（Kay Vess）由亨伯莉·岡薩雷斯（Humberly González）獻聲兼動態捕捉，而她的拍擋寵物小尼（Nix）則由迪·布萊德利·貝克配音。

## 遊戲玩法
《星際大戰：亡命之徒》是一款採用第三人稱視角的動作冒險遊戲，玩家將操縱女惡棍凱伊·維斯（Kay Vess）在行星與太空上的開放世界場景間穿梭，並從事各種活動。維斯戰鬥的方式多樣，她能近戰格鬥和使用爆能槍，而後者有包括电磁脉冲在內的多種彈藥，還能利用炸藥彈等一切對她有利的環境物件。維斯的腎上腺素能力可以減緩时间，以標記多個目標後進行一系列速射，將他們全數擊斃。除此之外，她也可以用潛行技能來避免戰鬥或刺殺目標。維斯可以使用抓鉤與駭入設備。維斯的寵物伙伴小尼（Nix）則可掃視環境、與物體互動，干擾或攻擊敵人。
玩家在行星上可駕駛反重力機車到處移動，並乘坐名叫「拓荒者號」（Trailblazer）的宇宙飛船前往各個行星，還可在探索行星或衝星的軌道時使用雷射炮和飛彈的武器進行太空戰鬥:84。若遇到物資短缺，太空站能起到補給、交易和接受任務的作用。在完成各種活動後，玩家可以獲得可用於購買自定義物品和裝備的點數。隨著遊戲進展，玩家可以為維斯和小尼的能力、爆能槍、機車與「拓荒者號」升級，也可以在完成特定NPC給予的任務後獲得新的技能和升級。
在《亡命之徒》中，維斯需要與四個派系周旋，他們分別是亞西嘉家族（Ashiga Clan）、赤色黎明（Crimson Dawn）、赫特企業（Hutt Cartel）和派克組織（Pyke Syndicate）。玩家在遊戲中作出的決定和行動會直接影響維斯在各派系間的聲譽，較高的特定派系聲望能夠讓她進入該派系的商店、獲得折扣或任務，反之則派系會派出傭兵追殺。《亡命之徒》有一決定帝國軍追捕維斯強度的通緝系統，最高可達六級，玩家能通過躲藏、賄賂或殲滅敵人等方式避免落網。除此之外，玩家在與NPC對話時所選的選項可能會影響到任務的最終結果。

## 開發
在2018年电子娱乐展期間，時任Massive Entertainment的行政總裁大衛·波爾費爾特（David Polfeldt）曾與迪士尼代表接洽，表明有意改編後者的IP，其中便包括《星際大戰》系列，而迪士尼其實早就把該工作室列進他們想要合作的候選名單中。與此同時，Massive亦希望摒棄前幾作採用的服務型商業模式，力求增多他們的創新機會。該開發商在2020年向迪士尼旗下孫公司卢卡斯艺术提出希望製作一款完美的開放世界遊戲的願景:80，並隨後獲得盧卡斯藝術肯定。這也是迪士尼自2013年簽定授予美商藝電製作星戰遊戲的獨佔權協議後，首次在在沒有該公司參與的情況下開發的《星際大戰》作品。
包括Massive在內的11個育碧工作室、約600人的開發團隊參與了《星際大戰：亡命之徒》的製作。開發者團隊由創意總監朱利安·格懷蒂（Julian Gerighty）、知名作品包括《湯姆克蘭西：全境封鎖》（2016）和其續作（2019）的遊戲總監馬蒂亞斯·卡爾松（Mathias Karlson）、擔任《孤岛惊魂5》（2018）和《孤岛惊魂6》（2021）編劇的故事總監納維德·卡瓦里（Navid Khavari），以及曾執筆《看門狗：自由軍團》（2020）及《孤岛惊魂6》DLC的首席編劇妮基·福伊（Nikki Foy）領導，而盧卡斯藝術亦有給予額外支援。團隊的製作概念是要將《星際大戰》的經典元素與自己的想法相結合，同時秉承正傳三部曲的概念設計師雷夫·麥奎里的設計原則，於是便從一系列諸如書籍和動畫劇集等星戰多媒體取材。除了麥奎里的設計概念外，開發團隊還從意大利式西部片、黑澤明電影和經典戰爭片等影響系列主創喬治·盧卡斯的作品、喬·約翰斯頓的分鏡與菲爾·蒂佩特的生物設計中汲取靈感。
盧卡斯藝術提議將《亡命之徒》的劇情背景設定在《帝國大反擊》至《絕地大反攻》的之間。對開發團隊來說，這時間段被認為是「完美的出發點」，箇中原因在於可將故事的核心從反抗軍同盟，轉移至系列從沒探討過的地下犯罪社會上。Massive在開發初期階段制定了一份用在《亡命之徒》內的行星清單，其中有系列中已出現過的「奇基米星」（Kijimi），也有新設計，靈感來自坦桑尼亞等地的疏林草原的「托夏拉」（Toshara）。而儘管塔图因的素材對遊戲來說是一個充滿挑戰性的任務，但開發團隊還是決定依靠多林金德斯利出版的星戰視覺圖鑑，將莫斯艾斯利鎮和該行星獨有的沙丘、峽谷景觀納入其中。
主人公凱伊·維斯的設計概念著重於塑造出一位「弱不禁風的策士」，且要與全境封鎖系列的精煉士兵形成鮮明對比。個性亦融入了包括韓·蘇羅和藍道·卡利森等星戰角色，以及杰克·斯派罗、占士邦與印第安纳·琼斯等其他系列要角在內的特質。與此同時，開發團隊也希望透過強調維斯的不諳世故，讓她更易引起玩家們的共鳴:80。格懷蒂指出女主角的叙事弧是一場「成長之旅」，從一開始懵懂無知的街頭小偷，轉變成威名遠播，受一眾集團敬畏的成熟女惡棍，而马丁·斯科塞斯在1985年執導的電影《三更半夜》則是維斯故事線的靈感之一。她的外貌、服裝和未復位的爛鼻和傷疤等身體特徵在視覺上也為玩家訴說著其生活經歷。Massive和盧卡斯藝術在遊戲中加入了原創的新種族——「默卡爾族」（Merqaal），維斯的愛寵小尼（Nix）便為其中一員，並期望在「一人一寵」領銜作品的情況下讓玩家能真切感受到其「人寵協同」。開發團隊的目標是把她們與系列原有的角色有組織地整合起來，同時避免製作優待粉絲的內容。演員陣容方面，亨伯莉·岡薩雷斯（Humberly González）為維斯獻聲兼動態捕捉，小尼由迪·布萊德利·貝克聲演。前者此前曾飾演《孤岛惊魂6》的梅賽德絲·「全壘打」·馬丁（Mercedes "Jonrón" Martin），而後者則參與過包括動畫系列《複製人之戰》（2008–14，2020）和《瑕疵小隊》（2021–2024）在內的多部星戰多媒體作品。格懷蒂表示之所以選擇岡薩雷斯，是因為她能體現維斯的多面性:80–83。
Massive的目標是要試圖營造如電影般的流暢的遊戲體驗，以及跟「日場動作片」一樣的紛圍，因此他們從《星際大戰外傳：俠盜一號》（2016）汲取靈感，在《亡命之徒》中加入暈影、透镜、膠片顆粒和超廣角分解度等視覺效果技術:84。開發團隊以《對馬戰鬼》（2020）為鑑，著重於構建一讓玩家感覺在「有意識」地緩慢延展，而非單單規模龐大的開放世界。他們也致力塑造出有多種戰術方法的戰鬥，同時回避單純的「完美」掩蔽和爆頭。為了突出小尼作為伙伴的功用，團隊研究了狐猴和猴子的習性，為牠加上物件操作類能力和爬行動物特徵，以彰顯小尼的粗野一面及其對應技能。Massive在《銀河聯軍：阿特拉斯之戰》（2018）和《使命召唤：高级战争》的太空章節（2014）獲取靈感後，與在飛行和空战模拟游戏方面有著豐富經驗的育碧工作室合作，務求讓星際戰艦的控制更為直觀，並以較慢的節奏促進更激烈、更深層次的太空戰鬥。另外飛車追逐的靈感則來自摩托车越野赛。
《亡命之徒》使用育碧自家製並加強過後的Snowdrop引擎，以體現Massive秉承的三大核心設計宗旨：高人口密度、充滿活力的城市；配合各式各樣活動的浩瀚無垠景觀，以及外太空探索。開發團隊選擇人手製作每個遊戲環境，而不採用程序化生成。遊戲的視覺設計靈感來自20世紀70至80年代的美學，格懷蒂形容這種美學「永不過時」，其中維斯的簡約星艦設計便受到1970年代玩具的啟發:84。其他例子包括仿照瑞典越野摩托車、簡化與復古未來主義風格的維斯反重力機車座騎（Speeder Bike）。小尼則混合了犰狳、墨西哥钝口螈和部分開發人員的寵物的特徵。，其動作在開發時使用了木偶作輔助，而牠的3D角色模型就利用了模仿乳膠的著色器製成:84。Massive亦與身心障礙玩家與顧問合作、進行使用者研究力圖提供優良的輔助功能予有需要的玩家。他們也與Descriptive Video Works緊密合作，為過場動畫插入口述影像，使《亡命之徒》成為育碧首款採用此功能的作品。遊戲有60個輔助選項，包括音頻提示、視覺輔助與自定義控制項。

## 宣傳與發行
在2021年1月釋出正在開發的消息後，《星際大戰：亡命之徒》於2023年6月的Xbox Games Showcase活動上正式亮相。隔年4月，發行商育碧公佈該作將有兩種限定版——「黃金版」與「終極版」，兩者皆內設包含獎勵任務、造型包和延伸故事资料片《百搭牌》（Wild Card）和《海盜的命運》（A Pirate's Fortune）的季票，差別在於終極版含有數位藝術畫集及兩款額外的造型同綑包。同時發行的兩個版本的預售價格分別是110和130美元，玩家獲得限定版之後可在正式發行前搶先體驗遊戲，然而兩個版本的定價和包含內容引起了遊戲社群內的部分人士的非議。育碧在同月宣佈和英特爾合作，指定的第14代Raptor Lake處理器會與《星際大戰：亡命之徒》一起合併發售。兩個月後，該作在夏季遊戲節上公開演示，並在隔月結束開發階段。2024年8月30日，遊戲正式在Windows、PlayStation 5和Xbox Series X/S平台上公開發售。

## 反應
| 汇总媒体   | 得分                               |
| ---------- | ---------------------------------- |
| Metacritic | PC：77/100 PS5：77/100 XSX：76/100 |

| 媒体                  | 得分   |
| --------------------- | ------ |
| Eurogamer             | [ 60 ] |
| Game Revolution       | 8/10   |
| GamesRadar+           | [ 62 ] |
| GameSpot              | 6/10   |
| HardcoreGamer         | 2.5/5  |
| IGN                   | 7/10   |
| 新音乐快递            | [ 66 ] |
| PC Gamer美国          | 73/100 |
| PCGamesN              | 5/10   |
| Push Square           | [ 69 ] |
| Shacknews             | 8/10   |
| 衛報                  | [ 71 ] |
| VG247                 | [ 72 ] |
| Video Games Chronicle | [ 73 ] |

《星際大戰：亡命之徒》發行後收獲廣泛良好的評價。在Metacritic上，該作的PC版根據33條評論獲得77/100分，PS5版為69條評論的77/100分，而XSXS則是75/100分（25條評論），三者皆屬「大致正面評價」級別。
IGN的崔斯坦·歐格爾維（Tristan Ogilvie）給予《星際大戰：亡命之徒》7/10分，形容其是一款優秀的高探索性星際劫盜冒險遊戲，並猶其讚賞小尼和犯罪集團的設計，但仍無法掩蓋缺乏原創概念、存在諸多技術問題與戰鬥模式重複且僵化等問題。他又說：「將一大堆螺栓和重新利用的部件焊接在一起，打造出來的也只是一件易損品，但全盛姿態的它（《亡命之徒》）還是足以讓玩家全心全意地投身進星戰迷的『超空間』（Hyperspace）粉絲網站中」。GameSpot的喬丹·拉梅（Jordan Ramée）為《亡命之徒》打出6/10分，指該作只在部分較為出彩，其他部分盡是黯然失色。優點在於出色的配樂和音效設計、延伸講述了一些星際大戰宇宙中從未描寫過的角落和人物，以及有時令人心驚肉跳的交火情節。相比之下，維斯的角色弧線發展並不明確，選擇與哪個犯罪集團共事對遊戲玩法和故事而言都關緊要，且敵對角色的AI設計過於笨拙，使得線性故事任務中的潛行要素和戰鬥橋段變得十分無趣。PC Gamer的摩根·帕克（Morgan Park）在評出73/100分的同時持與拉梅一樣的觀點，認為《亡命之徒》儘管雄心勃勃，不願成為沙盒式的第三人稱射擊遊戲，然而對比其他以創新為買點的育碧大作，其安分守已的玩法顯得格格不入。例如幾乎每個任務都要爬梯子或通風口，才能抵達走道，但與此同時也有著使人流連忘返的城市設計和別具匠心的開放世界支線任務。

### 銷量
由於《星際大戰：亡命之徒》在Metacritic的總體評分偏低，且儘管預算高出30%，但預計銷量卻比《刺客教條：幻象》要低15%的關係，摩根大通在2024年9月4日將其原先估計的初期銷量下調至200萬份，並預計該作在隔年5月才會突破550萬大關。捷孚凯的數據更顯示該作在英國的實體版銷售量要比去年的《星際大戰 絕地：倖存者》低55%，兩者的悲觀預算導致育碧在泛歐交易所的股價在兩天內縮水10%，跌至近十年來新低。當月下旬，育碧承認《亡命之徒》的銷量未如預期，並稱之「比預想中還要疲軟」，為此他們在宣佈《刺客教條：暗影者》推遲發售的同時宣佈放棄原有的季票預售模式，其PC版也會於發行首日在Steam上同步上線。
據Insider Gaming的格蘭特·泰勒-希爾（Grant Taylor-Hill）表示，《星際大戰：亡命之徒》在發行頭一個月內僅售出100萬份。

### 獲得獎項與提名
| 年份 | 獎項     | 類別           | 結果 | 來源   |
| ---- | -------- | -------------- | ---- | ------ |
| 2023 | 遊戲大獎 | 未來最期待遊戲 | 提名 | [ 80 ] |
| 2023 | 金搖桿獎 | 最受期待遊戲   | 提名 | [ 81 ] |